# Millettia fulgens
Millettia fulgens är en ärtväxtart som beskrevs av Stephen Troyte Dunn. Millettia fulgens ingår i släktet Millettia och familjen ärtväxter. Inga underarter finns listade i Catalogue of Life.